# Antonio Luongo
Antonio Luongo (Potenza, 26 luglio 1958 – Potenza, 8 dicembre 2015) è stato un politico italiano, deputato dal 1999 al 2013.

## Biografia
Nato a Potenza nel 1958, Antonio Luongo iniziò da giovanissimo la sua carriera politica militando nella Federazione Giovanile Comunista Italiana, di cui fu segretario provinciale e dirigente nazionale. Membro della segreteria regionale del PCI della Basilicata, divenne successivamente segretario regionale del PDS.
Il 28 novembre 1999 venne candidato dall'Ulivo per le elezioni suppletive per la Camera dei deputati nel collegio uninominale di Lauria (per sostituire Gianni Pittella, eletto al Parlamento europeo) e vinse con il 65,5% contro il candidato del Polo per le Libertà Francesco Sisinni.
Si ricandidò quindi nel medesimo collegio alle elezioni del 2001, sconfiggendo con il 46,7% l'ex senatore socialista Antonio Vozzi, candidato della Casa delle Libertà, che ottiene il 34,8%. Venne quindi riconfermato deputato altre due volte, alle elezioni del 2006 (eletto nella lista dell'Ulivo) e a quelle del 2008 (per il neonato Partito Democratico).
Nel dicembre 2012 si candidò alle primarie per la scelta dei candidati parlamentari del PD in vista delle elezioni del 2013, risultando il secondo classificato in provincia di Potenza, dietro a Vincenzo Folino; inserito quindi in seconda posizione nella lista per la Circoscrizione Basilicata, rinunciò alla candidatura nel gennaio 2013 in seguito al rinvio a giudizio per corruzione nel processo "Iena 2". Fu in seguito prosciolto da tale accusa nel marzo 2014 "per intervenuta prescrizione".
Nel 2014 si candidò a segretario regionale del PD in Basilicata, sostenuto dall'area "bersaniana" di Filippo Bubbico e Roberto Speranza, vincendo il congresso al secondo turno.
È morto l'8 dicembre 2015, a 57 anni, a causa di un infarto mentre era alla guida della sua auto nel capoluogo lucano.

## Vita privata
Nel 1996 ha sposato Lilly Armento, dalla quale nel 2000 ha avuto una figlia di nome Marzia.